# Hampton (Londyn)
Hampton – dzielnica Londynu, w Wielkim Londynie, leżąca w gminie Richmond upon Thames. Leży 21,7 km od centrum Londynu. W 1931 roku civil parish liczyła 13 061 mieszkańców. Hampton jest wspomniana w Domesday Book (1086) jako Hamnetone.